# いわき万本桜
いわき万本桜（いわきまんぼんざくら）は、福島県いわき市平中神谷地曾作7にある桜の植樹山。

## 概要
いわき万本桜とは蔡国強が支援するプロジェクトで、福島県いわき市平中神谷の山に世界一の桜の名所を作ろうと活動している、ボランテアプロジェクトである。
- 目的：震災の記憶を語り継いでいくことを
- 場所：いわき市平中神谷地曾作7
- 併設施設1：いわき回廊美術館（館長：蔡国強・企画デザイン）
- 併設施設2：龍骨(廃船）蔡国強作品
- 植樹敷地：30人の方から20ヘクタールの山を借地（人数・面積増加中）
- プロジェクトスタート：2011年5月
- 目標植樹本数：99000本
- 目標：世界一の桜の名所
- 目標植樹年数：300年
- 運営代表組織:東北機工株式会社・代表 志賀忠重

## 交通
- JR常磐線・磐越東線いわき駅からタクシー約20分
- 常磐自動車道いわき中央インターチェンジから自動車約30分
- JR常磐線・磐越東線いわき駅から徒歩4.6km約50分
- JR常磐線草野駅から徒歩2.5km約30分
- 新常磐交通バス停いわき支援学校より徒歩1.3km16分

## 関係事項
- 蔡國強
- 鷹見明彦
- ギャラリーいわき
- 藤田忠平
- いわき回廊美術館
- 川内有緒